# Julián Fuks
Julián Miguel Barbero Fuks (San Paolo, 1981) è uno scrittore e critico letterario brasiliano.

## Biografia
Di origine argentina, nel 2012 è stato selezionato dalla rivista Granta tra i venti migliori giovani scrittori brasiliani. Nel 2016 ha vinto il Prêmio Jabuti nella categoria romanzo e si è classificato al 2º posto al Prêmio Oceanos con A Resistência, opera incentrata sulla dittatura militare in Argentina e la conseguente fuga di molti intellettuali per sfuggire al regime. Nel 2017 ha ricevuto il Prémio Literário José Saramago, destinato alle opere letterarie di giovani autori (fino a 35 anni) la cui prima edizione sia stata pubblicata in un paese lusofono. Nel 2018 ha vinto il Premio Anna Seghers.

## Opere
- 2019 - A ocupação (Companhia das Letras) - finalista del Prêmio Oceanos.
- 2015 - A resistência (Companhia das Letras) - vincitore del Prêmio Jabuti e secondo classificato del Prêmio Oceanos.
- 2012 - Procura do romance (Record) - finalista del Prêmio Jabuti, del Prêmio Portugal Telecom e del Prêmio São Paulo de Literatura.
- 2007 - Histórias de literatura e cegueira (Record) - finalista del Prêmio Jabuti e del Prêmio Portugal Telecom.
- 2004 - Fragmentos de Alberto, Ulisses, Carolina e eu (7 Letras) - vincitore del premio Prêmio Nascente della USP.

## Traduzioni italiane
- 2020 - Ricerca del romanzo (Procura do romance) trad. Giacomo Falconi - Edizioni Wordbridge - ISBN 9788899958145

- 2019 - Malgrado tutto (A resistência) trad. Giacomo Falconi - Quarup - ISBN 9788895166438
- 2017 - Storie di letteratura e cecità (Histórias de literatura e cegueira) trad. Giacomo Falconi  - Edizioni Wordbridge - ISBN 9788899958008